# ビルゲ・テムル
ビルゲ・テムル（モンゴル語: Bilge Temür、? - 1391年）は、チンギス・カンの次男のチャガタイの子孫で、元末明初に活躍したモンゴル帝国の皇族。漢字表記は豳王列児怯帖木児。

## 概要
ビルゲ・テムルの先祖豳王チュベイは、チャガタイ・ウルスの内乱から逃れて大元ウルスに居住し、セチェン・カアン(世祖クビライ)からカイドゥ・ウルスに対する最前線の指揮官に抜擢された人物であった。チュベイ以後、その子孫は代々「豳王」と称してハミル一帯を統治し、他のチャガタイ系王家を従えて「チュベイ・ウルス」とでも呼ぶべきゆるやかなまとまりを形成していた。
「豳王」位はチュベイの息子のノム・クリからブヤン・テムルに伝えられ、イリンチンという人物を経てブヤン・テムルの息子のビルゲ・テムルが受け継いだ。ビルゲ・テムルがチュベイ家当主の地位と豳王位を受け継いだ時期は不明であるが、「カラ・ホト文書」には必立傑帖木児大王という名前で登場している。

## 明朝のハミル攻略
至正28年（洪武元年/1368年）、朱元璋は明朝を建国して洪武帝と称し、大元ウルスの首都の大都を陥落させたものの、黄河以北の地の大部分はモンゴルの勢力圏に取り残されたままであった。そこで洪武帝はモンゴル遠征と並行して西北方の河西地方(タングート地方)にも出兵し、洪武5年（1372年）には北方ではココ・テムル率いるモンゴル軍に大敗したものの、西方では陝西・甘粛地方を攻略した。
ココ・テムル率いるモンゴル軍に大敗して以来、明朝の対外進出はやや低調であったが、洪武13年（1380年）より西方への進出は再開された。甘粛都督濮英はこの年4月、チュベイの弟のトク・テムルを始祖とする柳城王家の軍を急襲して柳城王を捕らえ、ハミルに至る進軍路を確保した。
濮英は翌月チギンにまで兵を進め、豳王イリンチン(亦憐真)とその配下の者達を捕虜とした。その二ヶ月後に濮英は苦峪に至り、ビルゲ・テムルのボラド・テムル(Bolad Temür)の息子のセンゲシュリ(Senggeširi/省哥失里)王、アジャシュリ(Aǰaširi/阿者失里)王及びその母を捕虜としたが、直接ハミルを攻撃することなく帰還した。この事件を経てビルゲ・テムルは豳王位を継ぎ、翌洪武14年（1381年）にはアラーウッディーン(阿老丁)を使者として明朝に派遣している。
この頃、ハミルではビルゲ・テムルの他にビルゲ・テムルのはとこであるグナシリという王族がおり、明朝にも独自に使者を派遣するなどよく知られた人物であった。ハミルは豳王ビルゲ・テムルとグナシリの下で安定しており、それまで西方進出に携わってきた濮英が東方戦線に転属したこともあって独立を保ち続けていた。ところが、洪武21年（1388年）に北元のウスハル・ハーンがブイル・ノールの戦いで大敗し、その後アリクブケ家のイェスデルに弑逆されるという事件が起きると、ハミルをめぐる情勢は一変した。
ウスハル・ハーンという後ろ盾を失ったハミル一帯のチャガタイ系諸王家は動揺し、洪武23年（1390年）にはハミルのグナシリが、翌洪武24年（1391年）には沙州のエルケシリが、それまでなかった明朝への朝貢を開始した。ハミルの動揺を察知した明朝はこれにつけ込んでハミルを攻略する決意を固め、同年に劉真・宋晟らに命じてハミルを急襲させた。劉真らは涼州よりハミルに至り、夜に乗じて奇襲し、ハミルを陥落させた。この時グナシリのみは300騎余りの部下とともに逃れたが、豳王ビルゲ・テムルを始めとする多くの者が殺された。

## チュベイ・ウルス当主
1. 豳王チュベイ(Čübei,豳王出伯/Chūbaīچوبی)…アルグの息子
2. 豳王ノム・クリ(Nom Quli,喃忽里/Nūm qūlīنوم قولی)…チュベイの息子
3. ノム・ダシュ太子(Nom Daš,喃答失太子/Nūm tāšنوم تاش)…ノム・クリの息子
4. 豳王クタトミシュ(Qutatmiš,豳王忽塔忒迷失/Qutātmīšقتاتمیش)…チュベイの息子、ノム・クリの弟
5. 豳王ブヤン・テムル(Buyan Temür,豳王卜顔帖木児/Buyān tīmūrبیان تیمور)…ノム・クリの息子、ノム・ダシュの弟
6. 豳王イリンチン(Irinǰin,豳王亦憐真/Irinǰinبولاد تیمور？)…ブヤン・テムルの息子？
7. 豳王ビルゲ・テムル(Bilge Temür,豳王列児怯帖木児/Bilkā tīmūrبلکا تیمور)…ボラド・テムルの息子